# Osiedle Wschód (Szydłowiec)

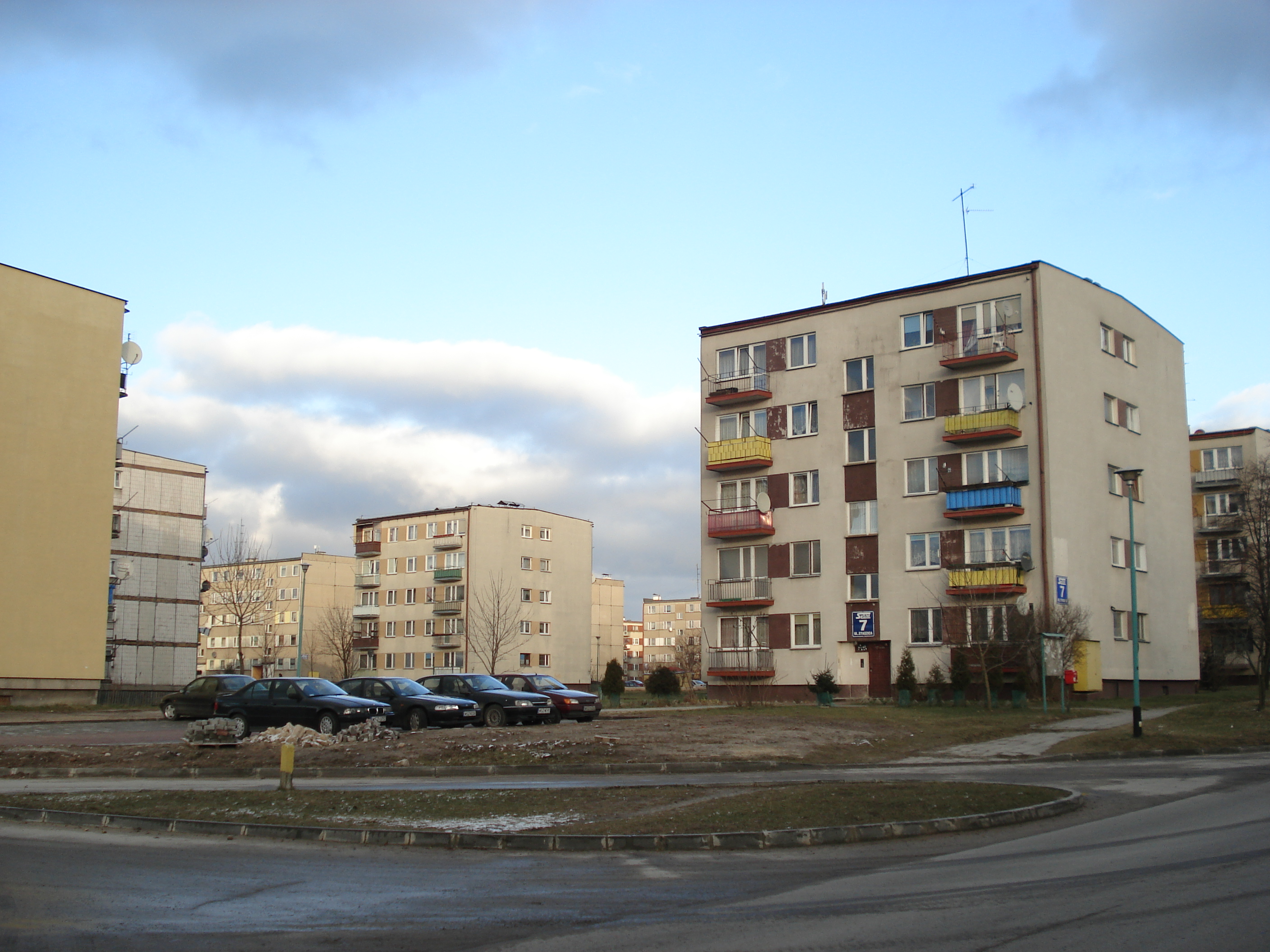
Sztajerki przy ul. S. Staszica

Os. Wschód – część miasta Szydłowca, teren osiedla obejmuje w całości ulice: Stanisława Staszica, Władysława Reymonta, Różaną, Spółdzielczą, Jastrzębską, Piękną, Bolesława Prusa i Władysława Jachowskiego oraz północną część ul. Wschodniej. Jego nieoficjalne części to: Wschodnia, Jachowskiego, Prusa, Staszica, Sztajery, Jastrzębska, Szydłówek.
Osiedle powstało pod koniec lat 60. XX wieku Budynki na osiedlu są własnością Szydłowieckiej Spółdzielni Mieszkaniowej, Wspólnot Mieszkaniowych i ZEP "Profel" oraz domki jednorodzinne, które są własnością prywatną. 
W czasach PRL miało być największym osiedlem z najbardziej rozbudowaną infrastrukturą w mieście. W tym rejonie powstać miały: przedszkole, szkoła, dom kultury, biblioteka, przychodnia, kościół, poczta i skansen kamieniarski w miejscu dawnego zakładu. Z powstałej wizji zrealizowano przedszkole, przychodnię, kościół, pocztę i bibliotekę.
Dzisiejszym centrum handlowym osiedla jest ul. Staszica. Mieszczą się przy niej m.in. sklepy, dyskonty, Hala Targowa oraz szereg pawilonów. Na osiedlu znajduje się cmentarz żydowski (ul. Wschodnia), a także supermarket (ul. Spółdzielcza), bazar "Oleś" (ul. Wschodnia), pizzeria (ul. Wschodnia), restauracja (ul. Spółdzielcza), Zespół Szkół im. Jana Pawła II (ul. Wschodnia). 
Wierni Kościoła rzymskokatolickiego należą do parafii Narodzenia Najświętszej Maryi Panny w Szydłówku.